# James Melville Fulton
James Melville Fulton (Washington, 1873 – Belmont, 6 maggio 1940) è stato un compositore e direttore di banda statunitense.

## Formazione
In gioventù Fulton studiò il violino, la cornetta, l'eufonio e la tuba. Dopo aver sonato la cornetta in varie bande e orchestre, passò a dirigere la Waite Dramatic Company Band e divenne direttore musicale presso l'Hotel Rudolf di Atlantic City nel New Jersey.

## Attività
A partire dal 1899, Fulton diresse la American Band di Waterbury (Connecticut) e la rinominò Fulton's American Band. Successivamente fondò una propria casa editrice musicale e divenne direttore stabile del teatro Fenway di Boston. Per tredici anni diresse la Waltham Watch Company Band. La morte per attacco cardiaco lo colse nel 1940, mentre stava preparando la banda dei Veterans of Foreign Wars di Belmont per il campionato del Massachusetts.

## Opere
Fulton compose più di 245 brani, fra cui oltre 144 marce e numerosi valzer, polche, chotis e ouverture. È particolarmente noto per l'arrangiamento del Garry Owen che scrisse nel 1903.